# Plašće
Plašće (izvirno srbsko Плашће) je naselje v Srbiji, ki upravno spada pod Občino Priboj; slednja pa je del Zlatiborskega upravnega okraja.

## Demografija
V naselju živi 76 polnoletnih prebivalcev, pri čemer je njihova povprečna starost 50,9 let (45,1 pri moških in 56,3 pri ženskah). Naselje ima 35 gospodinjstev, pri čemer je povprečno število članov na gospodinjstvo 2,43.
To naselje je, glede na rezultate popisa iz leta 2002, večinoma srbsko.
|  |

| Demografija | Demografija     | Demografija     |
| Leto        | Št. prebivalcev | Št. prebivalcev |
| ----------- | --------------- | --------------- |
|             |                 |                 |
|             |                 |                 |
|             |                 |                 |
|             |                 |                 |
| 1948        | 239             |                 |
| 1953        | 281             |                 |
| 1961        | 307             |                 |
| 1971        | 278             |                 |
| 1981        | 174             |                 |
| 1991        | 108             | 103             |
| 2002        | 85              | 85              |
|             |                 |                 |

| Etnična sestava po popisu iz leta 2002 | Etnična sestava po popisu iz leta 2002 | Etnična sestava po popisu iz leta 2002 | Etnična sestava po popisu iz leta 2002 | Etnična sestava po popisu iz leta 2002 |
| -------------------------------------- | -------------------------------------- | -------------------------------------- | -------------------------------------- | -------------------------------------- |
| Srbi                                   | Srbi                                   |                                        | 58                                     | 68,23%                                 |
| Muslimani                              | Muslimani                              |                                        | 16                                     | 18,82%                                 |
| Bošnjaki                               | Bošnjaki                               |                                        | 11                                     | 12,94%                                 |
| Neznano                                | Neznano                                |                                        | 0                                      | 0,0%                                   |